# Аспидноногий полосатый погоныш
Аспидноногий полосатый погоныш (лат. Rallina eurizonoides) — вид птиц из семейства пастушковых. Выделяют семь подвидов.

## Распространение
Обитают в Китае, Индии, Юго-Восточной Азии (включая острова). В некоторых частях ареала мигрируют.

## Описание

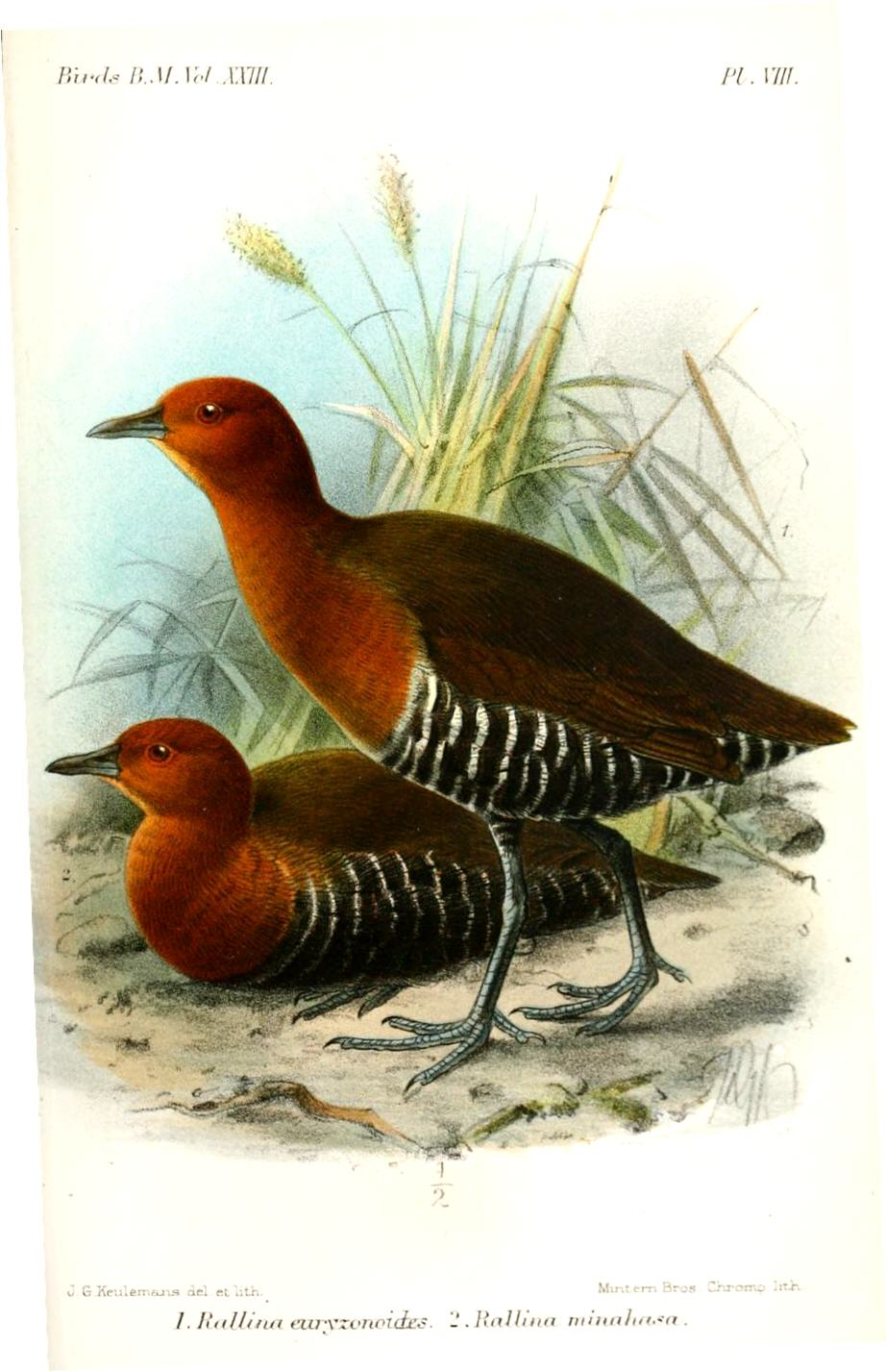

Длина тела 21-28 см; вес 118—128 г (были взвешены два самца), 99-180 г (три самки), 110—112 г (две взрослые птицы, пол не определен); размах крыльев 47.5 см. Самцы и самки выглядят одинаково. От Rallina fasciata отличаются более тёмным и коричневым верхом, белыми полосами на крыльях, некоторыми другими деталями оперения, а также ногами от зеленовато-серых до чёрных.

## Биология
Питаются червями, моллюсками, насекомыми, всходами и семенами.
В кладке 4-8 яиц, их насиживают как самка, так и самец.